# Benoitia deserticola
Benoitia deserticola là một loài nhện trong họ Agelenidae.
Loài này thuộc chi Benoitia. Benoitia deserticola được Eugène Simon miêu tả năm 1910.